# Prestonia dusenii
Prestonia dusenii là một loài thực vật có hoa trong họ La bố ma. Loài này được (Malme) Woodson miêu tả khoa học đầu tiên năm 1931.